# リー・マーティン
リー・ロバート・マーティン（Lee Robert Martin, 1987年2月9日 - ）は、イングランド・トーントン出身のサッカー選手。エクセター・シティFC所属。

## 所属クラブ
- マンチェスター・ユナイテッドFC 2003-2009

→ ロイヤル・アントワープFC 2006 (loan)
→ レンジャーズFC 2006 (loan)
→ ストーク・シティFC 2007 (loan)
→ プリマス・アーガイルFC 2007 (loan)
→ シェフィールド・ユナイテッドFC 2008 (loan)
→ ノッティンガム・フォレストFC 2008 (loan)
- イプスウィッチ・タウンFC 2009-2013

→チャールトン・アスレティックFC 2010-2011 (loan)
- ミルウォールFC 2013-2016

→ ノーサンプトン・タウンFC 2016 (loan)
- ジリンガムFC 2016-2018
- エクセター・シティFC 2018-